# Église Saint-Thomas de Jérusalem
L'église de Saint Thomas (latin : Ecclesia Sancti Thomae) est une église catholique syriaque située dans la ville de Jérusalem en Terre Sainte. Elle sert de cathédrale et de siège de l'exarchat patriarcal syriaque catholique de Jérusalem. L'exarchat a déménagé plusieurs fois et est maintenant à la maison d'Abraham  quartier de Ras al-Amud à Jérusalem-Est.

## Histoire
L'exarchat patriarcal syriaque catholique de Jérusalem été créé en 1890 après que l'Église syriaque catholique eut accepté le pape à Rome à sa tête en 1782. L'Église catholique syriaque est donc l'une des premières communautés chrétiennes. Elle avait en commun la liturgie de saint Jacques et la langue syriaque parlée par Jésus et les apôtres. Saint Thomas était l'apôtre qui a prêché en Mésopotamie (aujourd'hui l'Irak et au nord de la Syrie et au sud de la Turquie).
Les guerres et les révolutions qui ont eu lieu entre 1900 et 1973 ont provoqué plusieurs déménagements du siège de l'exarchat.  En 1948, il avait son centre à la porte de Damas de la vieille ville de Jérusalem, puis a déménagé à Bethléem, et en 1965 à nouveau à Jérusalem. En 1986, l'église Saint-Thomas a été construite à Ras al-Amud à Jérusalem-Est, ainsi que d'autres installations, notamment un bâtiment pour les pèlerins et un centre de jeunesse.

## Voir également
- Église catholique en Israël
- Église catholique en Palestine